# Gordon Parks
Pour les articles homonymes, voir Parks.
Gordon Parks est un photographe, réalisateur, romancier, essayiste, journaliste et militant noir américain, né le 30 novembre 1912 à Fort Scott, Kansas, et mort le 7 mars 2006 à New York.
Ses œuvres les plus connues sont ses photo-reportages pour le magazine Life ainsi que l'un de ses films, Les Nuits rouges de Harlem (Shaft).

## Biographie

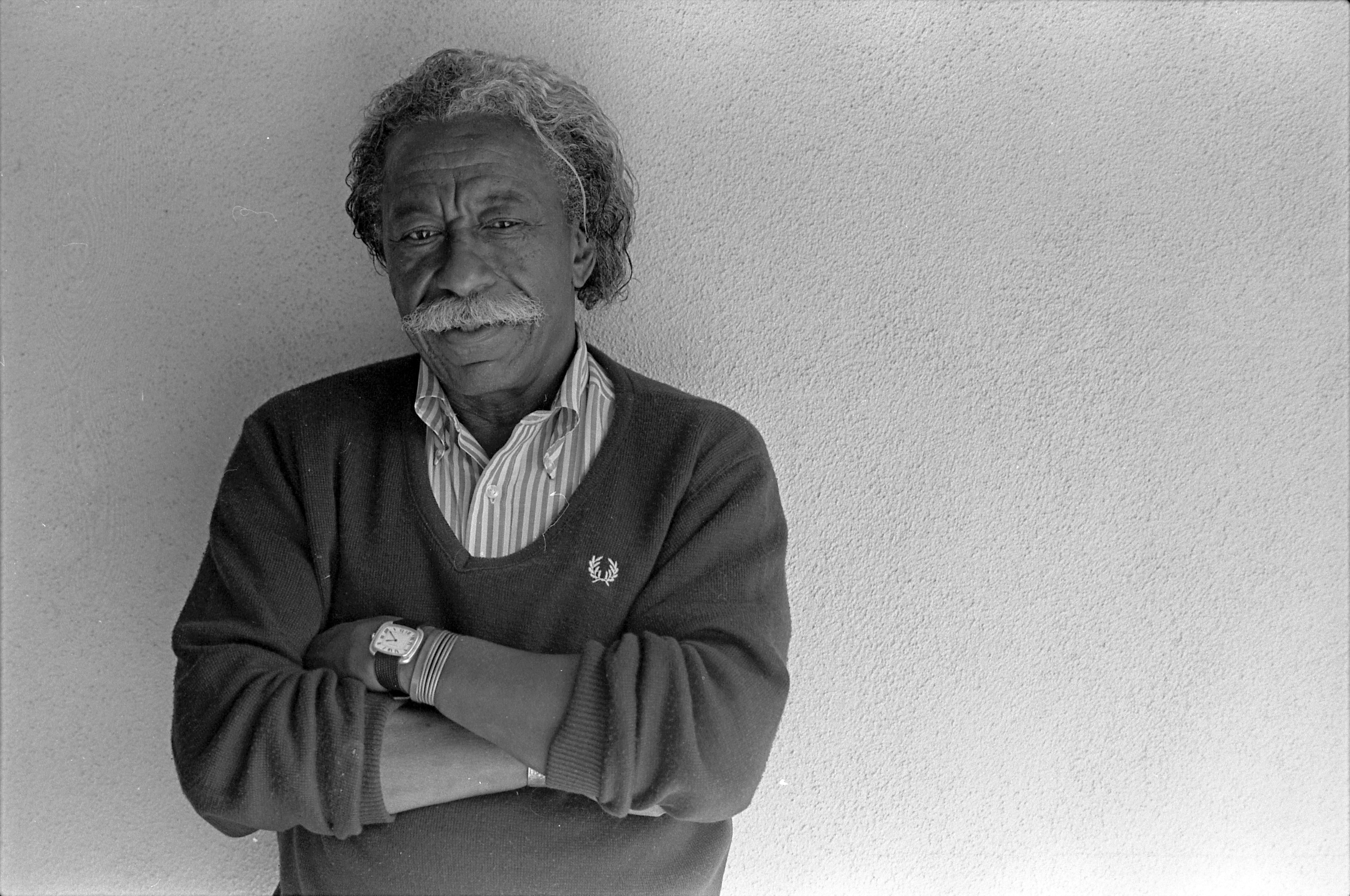
Gordon Parks en 1984.

Gordon Parks est né à Fort Scott dans le Kansas, dernier d'une famille de quinze enfants. Ses parents, des maraîchers, sont Sarah Ross Parks et Andrew Jackson Parks . Il perd sa mère à l'âge de quinze ans. Il emménage alors à Saint Paul dans le Minnesota, chez l'une de ses sœurs Maggie Lee. Découragé par la ségrégation raciale, il abandonne ses études secondaires pour exercer divers métiers, dont celui de pianiste.
En 1937, alors qu'il est âgé de 25 ans, il commence sa carrière de photographe à Chicago, où il devient photographe de mode et de personnalités.
En 1942, il reçoit une bourse de photographie de la Fondation Julius Rosenwald. La même année il réalise un photo-reportage pour la section photographique de la Farm Security Administration dont le projet consistait à faire un bilan objectif des conditions de vie et de travail des Américains ruraux. Après la guerre, il collabore, comme photographe et photo-reporter avec la Standard Oil Company, les magazines, Fortune, Life,, Vogue,, Glamour et Ebony. En 1952, il réalise un reportage photographique sur le Studio Harcourt.
Gordon Parks est le premier photographe noir ayant travaillé pour le magazine Life pour lequel il a réalisé des reportages sur la ségrégation raciale et les inégalités aux États-Unis, se concentrant sur les relations raciales, la pauvreté, les droits civiques et la vie urbaine. 
En 1962, il épouse Elizabeth Campbell, fille du dessinateur E. Simms Campbell ; ils divorcent en 1973.
En 1963, il publie ses mémoires sous le titre de The Learning Tree / Les sentiers de la violence.
Parks meurt d'un cancer le 7 mars 2006 à New York, à l'âge de 93 ans. Il est enterré à l'Evergreen Cemetery de Fort Scott dans le comté de Bourbon (Kansas).
Son fils Gordon Parks Jr. est également réalisateur, entre autres, de Superfly (1972).

## Archives
À sa mort, ses archives sont déposées à la Gordon Parks Foundation.
En 2006, s'ouvre le Gordon Parks Museum à Fort Scott.
En 2014 le High Museum of Art fait l'acquisition de 14 clichés de Gordon Parks.

## Expositions

### Expositions individuelles
- 2023 : « Gordon Parks & Contemporaries through the lens », The Denison Museum, Granville, Ohio, du 16 janvier au 29 mars 2023[28], [29]

### Expositions collectives
- 1988 : Black Photography in America, avec des photographies de Gordon Parks, James Van der Zee, Roy DeCarava et Coreen Simpson, au Pavillon des Arts à Paris, dans le cadre du Mois de la Photo, du 18 novembre 1988 au 15 janvier 1989 ;

## Filmographie

### Comme réalisateur
- 1964 : Flavio (court-métrage)
- 1968 : The World of Piri Thomas
- 1969 : Les Sentiers de la violence (The Learning Tree)
- 1971 : Les Nuits rouges de Harlem (Shaft)
- 1972 : Les Nouveaux exploits de Shaft (Shaft's Big Score!)
- 1974 : Les Superflics (The Super Cops)
- 1976 : Leadbelly
- 1984 : Solomon Northup's Odyssey (TV)

### Comme acteur
- 1971 : Les Nuits rouges de Harlem (Shaft) : le propriétaire de l'appartement
- 1972 : Les Nouveaux exploits de Shaft (Shaft's Big Score!) : un croupier
- 1992 : Lincoln (TV) de Peter W. Kunhardt
- 2000 : Shaft de John Singleton : le patron du Lenox Lounge

### Comme compositeur
- 1969 : Les Sentiers de la violence (The Learning Tree)
- 1972 : Les Nouveaux exploits de Shaft (Shaft's Big Score!)
- 1984 : Solomon Northup's Odyssey (TV)

### Comme scénariste
- 1964 : Flavio (court-métrage)
- 1969 : Les Sentiers de la violence (The Learning Tree)

### Comme producteur
- 1969 : Les Sentiers de la violence (The Learning Tree)

## Publications
Liste non exhaustive.
- Flash Photography, éd. New York: Grosset & Dunlap, 1947
- The Learning Tree, éd. Fawcett Books, 1963
- A Choice of Weapons, éd. Minnesota Historical Society Press, 1966
- Gordon Parks: A Poet and His Camera, éd. Penguin Putnam, 1968
- Born Black, 1971,  (ISBN 9780397006908)
- Gordon Parks: Whispers of Intimate Things, éd. Viking Press, 1971
- To Smile in Autumn, éd. W. W. Norton & Company, 1979
- Shannon, éd. Little Brown and Company, 1981
- Voices in the Mirror: An Autobiography, éd. Broadway Books, 1990
- Arias in Silence, éd. Little Brown and Company, 1994
- Gordon Parks Half Past Autumn: A Retrospective, éd. Bulfinch Press, 1997
- A Star for Noon, éd. Bulfinch Press, 2000
- The Sun Stalker, éd. Ruder-Finn Press, 2003
- Eyes With Winged Thoughts, éd. Atria Books, 2005
- A Hungry Heart, éd. Washington Square Press, 2005
- (en) Gordon Parks, A Harlem Family 1967, Göttingen, Steidl/The Gordon Parks Foundation/The Studio Museum in Harlem, 2012, 112 p. (ISBN 978-3-86930-602-5, présentation en ligne).
- (en) Peter W. Kunhardt, Jr. (ed.) et Paul Roth (ed.), Gordon Parks : Collected Works, Göttingen, Steidl/The Gordon Parks Foundation, 2012, 1084 p. (ISBN 978-3-86930-530-1, présentation en ligne).
- (en) Gordon Parks, The Making of an Argument, Göttingen, Steidl, 2013, 136 p. (ISBN 978-3-86930-721-3, présentation en ligne).
- (en) Gordon Parks, Segregation Story, Göttingen, Steidl/High Museum of Art, 2014, 120 p. (ISBN 978-3-86930-801-2, présentation en ligne).
- (en) Gordon Parks, Back to Fort Scott, Göttingen, Steidl/The Gordon Parks Foundation, 2015, 144 p. (ISBN 978-3-86930-918-7, présentation en ligne).
- (en) Michal Raz-Russo, Jean-Christophe Cloutier, Matthew S. Witkovsky (intro.) et John F. Callahan (intro.) (préf. Peter W. Kunhardt, Jr., Douglas Druick), Invisible Man : Gordon Parks and Ralph Ellison in Harlem, Göttingen, Steidl/The Gordon Parks Foundation/The Art Institute of Chicago, 2016, 168 p. (ISBN 978-3-95829-109-6, présentation en ligne).
- (en) Peter W. Kunhardt, Jr. (ed.) et Paul Roth (ed.), Gordon Parks : Collected works, study edition, Göttingen, Steidl, 2017, 1084 p. (ISBN 978-3-95829-262-8, présentation en ligne).
- (en) Peter W. Kunhardt, Jr. (ed.) et Felix Hoffmann (ed.), Gordon Parks I am You : Selected works, 1942-1978, Göttingen, Steidl/The Gordon Parks Foundation/ C/O Berlin, 2016, 288 p. (ISBN 978-3-95829-182-9, présentation en ligne).
- (en) Gordon Parks, The Flavio Story, Göttingen, Steidl/The Gordon Parks Foundation, 2018, 304 p. (ISBN 978-3-95829-344-1, présentation en ligne)[30].
- (en) Peter W. Kunhardt, Jr. (ed.) et Philip Brookman (ed.), Gordon Parks : The New Tide, Early Work 1940–1950, Göttingen, Steidl/The Gordon Parks Foundation/National Gallery of Art, 2018, 352 p. (ISBN 978-3-95829-494-3, présentation en ligne).
- (en) Peter W. Kunhardt, Jr. (ed.), Paul Roth (ed.) et April Watson (ed.) (préf. Kareem Abdul-Jabbar), Gordon Parks, Muhammad Ali, Göttingen, Steidl/The Gordon Parks Foundation/Nelson-Atkins Museum of Art, 2019, 216 p. (ISBN 978-3-95829-619-0, présentation en ligne).
- (en) Nicole Fleetwood, Bryan Stevenson, Peter W. Kunhardt, Jr. (ed.) et Sarah Hermanson Meister (ed.), Gordon Parks : The Atmosphere of Crime, 1957, Göttingen, Steidl/The Gordon Parks Foundation/The Museum of Modern Art, 2020, 120 p. (ISBN 978-3-95829-696-1, présentation en ligne).

## Récompenses et distinctions
- 1988 : National Medal of Arts[31]
- 2004 : Lucie Award pour l'œuvre d'une vie